# Jean-Jacques N'Domba
Jean-Jacques N'Domba, surnommé « Géomètre », est un footballeur congolais né vers 1954, et mort le 15 octobre 2024 à Troyes.
N'Domba débute dans l’équipe de l'Étoile du Congo de Brazzaville avec laquelle il remporte le titre national en 1978, 1979 et 1980. Il poursuit ensuite sa carrière en France à partir de 1981 (Marseille, Le Puy, Lyon et Niort).  
Il est demi-finaliste de la Coupe d'Afrique des nations de football 1974. Il participe également à la Coupe d'Afrique des nations de football 1978 et à la Coupe d'Afrique des nations de football 1992 avec l’équipe nationale du Congo.